# Zvánovice
Zvánovice település Csehországban, a Kelet-prágai járásban. Zvánovice Struhařov, Ondřejov és Černé Voděrady településekkel határos. Lakosainak száma 588 fő (2024. január 1.).

## Népesség
A település lakosságának változását az alábbi diagram mutatja:
| Lakosok száma | 544  | 511  | 473  | 375  | 352  | 301  | 515  | 539  | 579  | 588  |
|               | 1869 | 1890 | 1921 | 1950 | 1980 | 2001 | 2017 | 2019 | 2022 | 2024 |